# Kościół Najświętszej Maryi Panny Fatimskiej w Czorsztynie
Kościół NMP Fatimskiej w Czorsztynie – rzymskokatolicki kościół rektoralny (od 2011) znajdujący się w Czorsztynie, w województwie małopolskim, w dekanacie Niedzica, w archidiecezji krakowskiej, przy ul. Jana Pawła II. Zbudowano go niedługo po wybudowaniu nowego kościoła w Maniowach.
Należy do rektoratu NMP Fatimskiej.
5 września 2015 odbyły się w nim się uroczystości pogrzebowe ks. Józefa Wesołowskiego, oskarżonego o pedofilię. Rozpoczęły się mszą świętą, której przewodniczył bp Jan Szkodoń, biskup pomocniczy krakowski. Wzięło w niej udział dużo osób, w tym także księża.
Po mszy na czorsztyńskim cmentarzu odbył się jego pochówek.
Według relacji mieszkańców Czorsztyna, rodzina księdza ofiarowała teren pod kościół i cmentarz.

## Historia
W latach 80. XX w. dzięki inicjatywie proboszcza z Maniów, ks. prałata Antoniego Siudy i zaangażowaniu ludności zbudowano obecny kościół. Został poświęcony w 1992 przez arcybiskupa krakowskiego, ks. kardynała Franciszka Macharskiego. Wyposażenie pochodzi z kościoła w Starych Maniowach (pod zalewem).
Do 2011 roku był filialny i należał do parafii św. Mikołaja w Maniowach.

## Organy
Organy pochodzą ze zburzonego kościoła parafialnego pw. św. Andrzeja w Tyńcu. Instrument został zbudowany w 1781 roku przez Jakuba Stankiewicza z Zatora a w czerwcu 1946 i 1947 roku przeszły modernizację. Jej autorem był organmistrz Bartłomiej Ziemiański ze Szczyrzyca. Organy zostały powiększone o 2-głosową sekcję pedału. Wkrótce przeniesiono je do Maniów, a następnie do Czorsztyna, gdzie są do dziś.

## Galeria

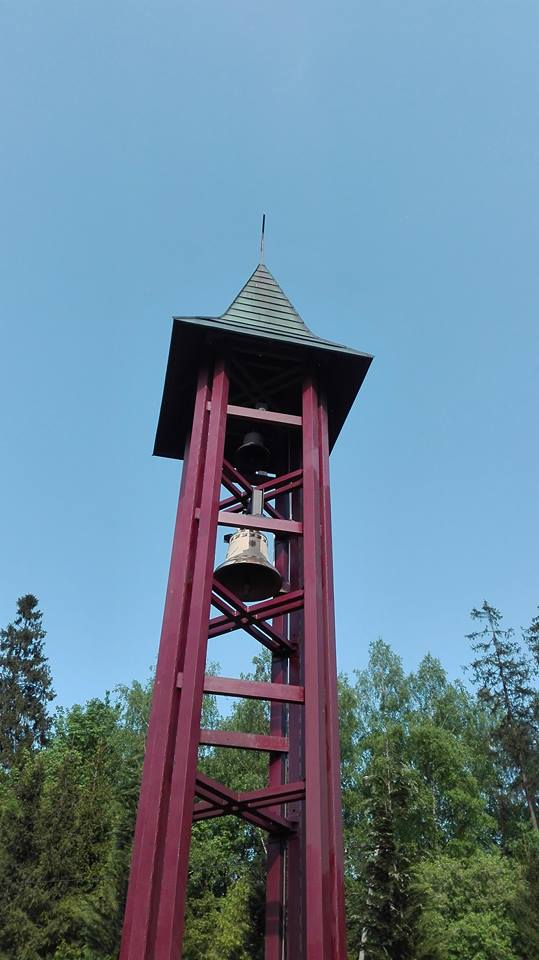
Dzwonnica
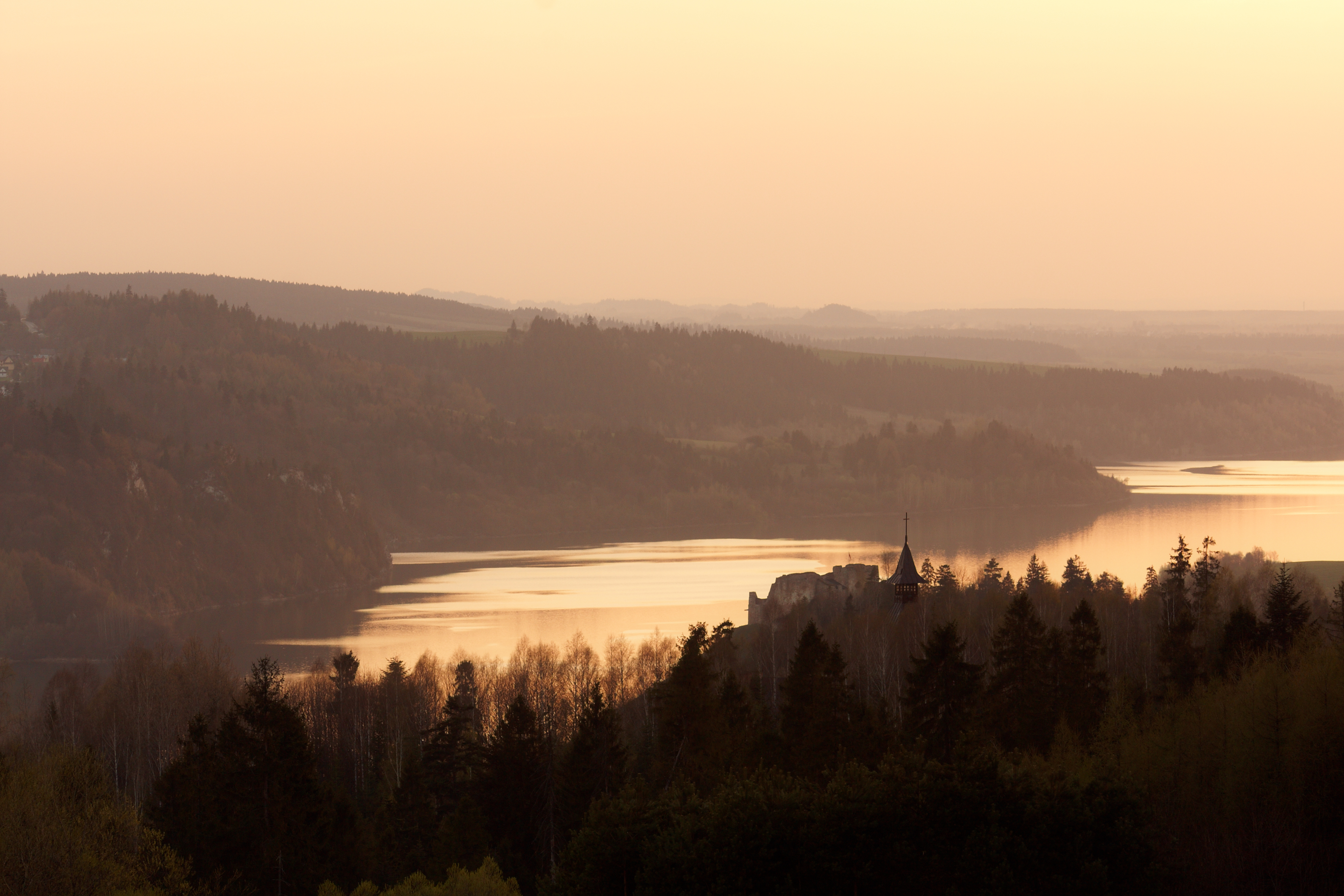
Wieża kościoła
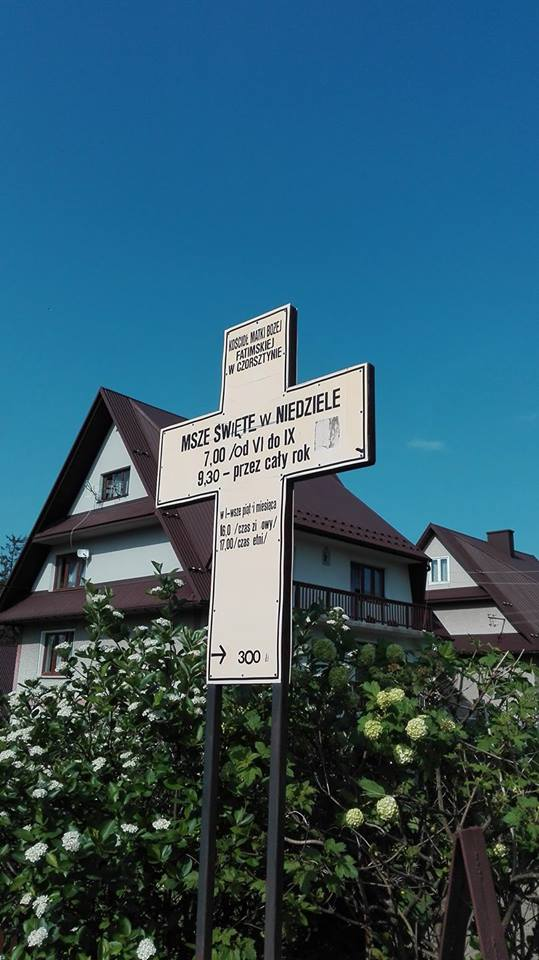
Tablica o mszach w Czorsztynie
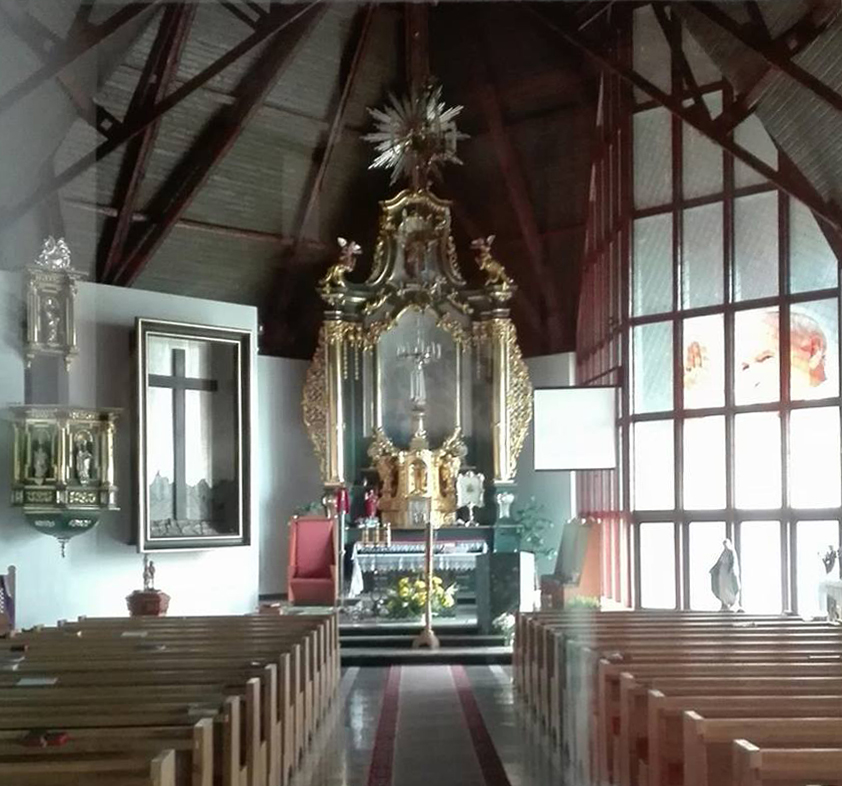
Wnętrze kościoła, widok na ołtarz główny